# Трутень (журнал)
«Тру́тень» — русский литературно-художественный еженедельный сатирический журнал, выходивший с мая 1769 по апрель 1770 в Санкт-Петербурге.
Издавался писателем, журналистом и издателем Н. И. Новиковым. Журнал выступал против злоупотреблений помещичьей властью, неправосудия, взяточничества и за действенную «сатиру на лица», против бессильной «сатиры на пороки». По этому вопросу «Трутень» вступил в полемику со «Всякой Всячиной» императрицы Екатерины II. Вскоре журнал был вынужден умерить тон, а затем и совсем прекратился. В заключительном листе Новиков писал:

Против желания моего, читатели, я с вами разлучаюсь; обстоятельства мои и ваша обыкновенная жадность к новостям, а после того отвращение тому причина.

12 (1) мая 1770 г. журнал «Трутень» был закрыт под предлогом, что истек срок издательской лицензии. Уже до этого были закрыты и остальные сатирические журналы («Всякая всячина», первый в Российской Империи сатирический журнал, издаваемый под непосредственным руководством Екатерины II ее кабинет-секретарем Г. В. Козицким, «И то и сё» М. Д. Чулкова, «Ни то ни сё» В. Г. Рубана и С. Башилова, «Поденщина» Василия Тузова, «Смесь» Л. Сичкарева, «Адская почта» Ф. А. Эмина.